# Caenoplana
Caenoplana ist eine Gattung der Landplanarien, mit Verbreitung in Australien und Neuseeland. Einige Arten wurden in andere Regionen eingeschleppt und sind dort als Neozoen eingebürgert.

## Merkmale
Die Arten der Gattung Caenoplana haben einen länglichen, zylindrischen bis subzylindrischen Körper. Entlang der seitlichen Körperränder sind die Augen verteilt, im vorderen Bereich viele unregelmäßig angeordnete Augen und zum Körperende hin in einer einfachen Reihe. Das Kopulationsapparat weist keinen permanenten Penis auf, er bildet sich während der Begattung durch Falten in der männlichen Geschlechtshöhle. Die weibliche Geschlechtshöhle ist unregelmäßig und eng aufgebaut, die Eileiter sind bauchseitig mit der Höhle verbunden.

## Arten
Zu der Gattung Caenoplana zählen folgende Arten:
- Caenoplana coerulea Moseley, 1877
- Caenoplana decolorata Mateos, Jones, Riutort & Álvarez-Presas, 2020
- Caenoplana micholitzi (Graff, 1899)
- Caenoplana sieboldi (Graff, 1899)
- Caenoplana spenceri (Dendy, 1890)
- Caenoplana variegata (Fletcher & Hamilton, 1888)[2]

## Etymologie
Der Gattungsname ist eine Kombination aus dem altgriechischen Wort καινός (kainós, dt. neu) und dem lateinischen Wort  planus (dt. flach).